# Martin Hole
Martin Hole (* 28. Juli 1959 in Geilo; † 20. Februar 2024) war ein norwegischer Skilangläufer.

## Werdegang
Hole hatte seinen ersten internationalen Erfolg bei den Junioreneuropameisterschaften 1978 in Murau. Dort gewann er die Silbermedaille mit der Staffel. Bei den Junioren-Skiweltmeisterschaften 1979 in Mont Sainte-Anne holte er die Bronzemedaille mit der Staffel. Sein erstes von 18 Weltcupeinzelrennen lief er im Februar 1983 in Sarajevo, welches er auf dem neunten Platz über 30 km beendete. Bei den nordischen Skiweltmeisterschaften 1985 in Seefeld in Tirol errang er den 14. Platz über 15 km. Im März 1985 wurde er in Oslo Dritter mit der Staffel. In der Saison 1985/86 kam er bei fünf Weltcupstarts im Einzel, dreimal unter die ersten Zehn. Dabei erreichte er in Falun mit dem dritten Platz über 30 km klassisch seine einzige Podestplatzierung im Weltcupeinzel. Zudem errang er in Falun den zweiten Platz mit der Staffel. Zum Saisonende errang er mit dem zehnten Platz im Gesamtweltcup seine beste Gesamtplatzierung. Bei den nordischen Skiweltmeisterschaften 1987 in Oberstdorf lief er auf den 11. Platz über 50 km Freistil. Sein letztes Weltcuprennen absolvierte er bei den Olympischen Winterspielen 1988 in Calgary. Dort belegte er den 31. Platz über 30 km klassisch. Zwei Jahre später gewann er den Finlandia-hiihto über 45 km klassisch.
Bei norwegischen Meisterschaften siegte er 1985 über 15 km und 1986 über 30 km. Zudem wurde er über 50 km einmal Zweiter und viermal Dritter. Mit der Staffel von Geilo errang er 1985 den zweiten und 1986 den dritten Platz.

## Teilnahmen an Weltmeisterschaften und Olympischen Winterspielen

### Olympische Spiele
- 1988 Calgary: 31. Platz 30 km klassisch

### Nordische Skiweltmeisterschaften
- 1985 Seefeld in Tirol: 14. Platz 15 km
- 1987 Oberstdorf: 11. Platz 50 km Freistil

## Platzierungen im Weltcup

### Weltcup-Statistik
Die Tabelle zeigt die erreichten Platzierungen im Einzelnen.
- 1.–3. Platz: Anzahl der Podiumsplatzierungen
- Top 10: Anzahl der Platzierungen unter den ersten zehn
- Punkteränge: Anzahl der Platzierungen innerhalb der Punkteränge
- Starts: Anzahl gelaufener Rennen in der jeweiligen Disziplin
- Hinweis: Bei den Distanzrennen erfolgt die Einordnung gemäß FIS.

| Platzierung         | Distanzrennen a | Distanzrennen a | Distanzrennen a | Distanzrennen a | Distanzrennen a | Skiathlon Verfolgung | Sprint | Etappen- rennen b | Gesamt | Team c | Team c  |
| Platzierung         | ≤ 5 km          | ≤ 10 km         | ≤ 15 km         | ≤ 30 km         | > 30 km         | Skiathlon Verfolgung | Sprint | Etappen- rennen b | Gesamt | Sprint | Staffel |
| ------------------- | --------------- | --------------- | --------------- | --------------- | --------------- | -------------------- | ------ | ----------------- | ------ | ------ | ------- |
| 1. Platz            |                 |                 |                 |                 |                 |                      |        |                   |        |        |         |
| 2. Platz            |                 |                 |                 |                 |                 |                      |        |                   |        |        | 1       |
| 3. Platz            |                 |                 |                 | 1               |                 |                      |        |                   | 1      |        | 1       |
| Top 10              |                 |                 | 4               | 3               | 1               |                      |        |                   | 8      |        | 2       |
| Punkteränge         |                 |                 | 8               | 3               | 4               |                      |        |                   | 15     |        | 2       |
| Starts              |                 |                 | 9               | 5               | 4               |                      |        |                   | 18     |        | 2       |
| Stand: Karriereende |                 |                 |                 |                 |                 |                      |        |                   |        |        |         |

### Weltcup-Gesamtplatzierungen
| Saison  | Platz | Punkte |
| ------- | ----- | ------ |
| 1982/83 | 45.   | 10     |
| 1983/84 | -     | -      |
| 1984/85 | 18.   | 38     |
| 1985/86 | 10.   | 29     |
| 1986/87 | 24.   | 26     |
| 1987/88 | 30.   | 10     |